# Fort Lee
Fort Lee är en ort i Bergen County i delstaten New Jersey, USA.